# 66391 Мошуп
66391 Мошуп (тимч. позн. 1999 KW 4) — навколоземний подвійний астероїд з групи Атона, належить до потенційно небезпечних об'єктів, який може зближуватися з Землею, Венерою і Меркурієм. Перигелій астероїда становить 0,2 а. о., а афелій — 1,0845 а. о. Діаметр астероїда сягає 1317 м. Крім того, навколо нього обертається супутник Скванніт діаметром 360 м.

## Історія досліджень

Анімована модель обертання астероїда Мошуп з його супутником.

Астероїд відкритий у 1999 році. 2003 року названий на честь велетня Мошупа — персонажа легенд індіанського племені могеган. Згодом, в астероїда відкрито супутник. Він обертається навколо астероїда на відстані 2,6 км. Один оберт здіснює за 16 год. Супутник назвали Скванніт, на честь дружини Мошупа. Офіційні назви опубліковані 27 серпня 2019 року Центром малих планет.
26 травня 2019 року астероїд пролетів повз Землі на відстані 5,2 млн км. За підрахунками 25 травня 2036 року він пройде на відстані 0,0155 а. о. (2,32 млн км) від Землі.